# João Paulo Garrido Pimenta
João Paulo Garrido Pimenta (São Paulo, 21 de novembro de 1972) é um historiador, professor universitário e escritor brasileiro. 
É especialista em História do Brasil Colonial e Imperial, em História da América Latina, e em Teoria da História. Seus estudos enfatizam os processos que levaram à Independência do Brasil, a formação da nação brasileira, e as formas de concepção e representação de tempo ao longo da história. Atualmente é professor titular da cátedra de História do Brasil Colonial no Departamento de História da Faculdade de Filosofia, Letras e Ciências Humanas da Universidade de São Paulo.

## Formação e atuação
Formou-se bacharel (1993) e licenciado (1996) em História, pela Universidade de São Paulo. Seu mestrado, defendido em 1999, analisou os processos conjuntos de independência na região do Rio da Prata em começos do século XIX. Seu doutorado, concluído em 2004, tratou dos impactos das independência hispano-americanas no Brasil. Ambos foram realizados na Universidade de São Paulo e orientados por István Jancsó.
É professor, desde de 2004, do Departamento de História da Universidade de São Paulo. Foi professor visitante do El Colégio de México, em 2008, 2016-2018 e 2023; da Universidade Jaime I (Espanha), em 2010, 2012, 2021-2024; da PUC-Chile, em 2013; da Universidad Andina Simón Bolivar (Equador), 2015, 2016, 2018 e 2019; e da Universidad de la Republica (Uruguai), em 2015.

## Publicações
É autor de 10 livros, 38 artigos de revistas científicas e 59 capítulos de livros. Também se dedica à divulgação científica. Muitas de suas obras foram traduzidas para o espanhol, inglês e francês.

### Livros
- Formação da nação brasileira. São Paulo: Contexto, 2024.
- Independência do Brasil. São Paulo: Contexto, 2022.[5]
- O Livro do Tempo: uma história social. São Paulo: Almedina Brasil Edições, 2021.[5]
- 1822. Lisboa: Tinta da China, 2019. Conjuntamente com Ana Cristina Nogueira da Silva.
- Tempos e espaços das independências: a inserção do Brasil no mundo ocidental (1780-1830). São Paulo: Intermeios, 2017.
- A independência do Brasil e a experiência hispano-americana (1808 - 1822). São Paulo: Hucitec, 2015.[5] (edição em espanhol: Santiago: Dibam, 2017)
- A Corte e o Mundo: uma história do ano em que a família real portuguesa chegou ao Brasil. São Paulo: Alameda, 2008. Conjuntamente a Andréa Slemian.
- Brasil y las independencias de Hispanoamérica. Castelón: Universitat Jaume I, 2007.
- O nascimento político do Brasil: as origens do Estado e da nação (1808 - 1825). Rio de Janeiro: DP&A, 2003. Conjuntamente a Andréa Slemian[5] (edição francesa: Paris: L'Harmattan, 2019).
- Estado e nação no fim dos Impérios Ibéricos no Prata (1808 - 1828). São Paulo: Hucitec, 2002[5] (edição argentina: Buenos Aires: Sudamericana, 2015).

### Organização
- E deixou de ser colônia: uma história da Independência do Brasil. São Paulo: Edições 70, 2022[5] (edição espanhola: Madri: Sílex, 2021).
- Dicionário da Independência do Brasil: história, memória e historiografia. São Paulo: Edusp, 2022. Conjuntamente a Cecília Helena de Salles Oliveira.[5][7]
- A Independência do Brasil em perspectiva mundial. São Paulo: Alameda, 2022. Conjuntamente a I. Santirocchi.